# Nesospiza
Nesospiza là một chi chim trong họ Thraupidae.